# Trawnewe (obwód tarnopolski)
Trawnewe  (ukr. Травневе; do 1964 roku Zarudzie, ukr. Заруддя, Zaruddia) – wieś na Ukrainie, w obwodzie tarnopolskim, w rejonie tarnopolskim. W 2001 roku liczyła 483 mieszkańców.
W II Rzeczypospolitej do 1934 roku miasteczko stanowiło samodzielną gminę jednostkową w powiecie zbaraskim, w województwie tarnopolskim. W związku z reformą scaleniową zostało 1 sierpnia 1934 roku włączona do nowo utworzonej wiejskiej gminy zbiorowej Czernichowce w tymże powiecie i województwie. W miejscowości mieszkali prawie sami Polacy. Po wojnie weszła w struktury administracyjne Związku Radzieckiego. 
We wsi znajduje się zbudowany w 1906 roku, neoromański kościół pw. Najświętszego Serca Jezusowego, obecnie służący wiernym obrządku prawosławnego.
Nie mylić z pobliską wsią (obecnie również w rejonie zbaraskim) Zarudzie (za II RP od 1934 w gminie Zarudzie/Kołodno w powiecie krzemienieckim województwa wołyńskiego).
Do 2020 w rejonie zbaraskim.